# Šestá nemoc
Šestá nemoc či šestá dětská nemoc neboli exanthema subitum či roseola infantum je virové infekční onemocnění způsobené lidským herpesvirem 6 (HHV 6).

## Popis
Postiženy bývají nejčastěji děti do dvou let věku. Je to nemoc převážně starších kojenců a batolat. Virus se nejčastěji přenáší slinami od dalších členů rodiny. Onemocnění začíná horečkou, která trvá několik dní a po jejím poklesu následuje generalizovaný výsev makulární vyrážky. Toto onemocnění bývá často zaměňováno se spalničkami či zarděnkami, které jsou vážnějšími onemocněními, ale lze je potvrdit sérologicky. Pokud lékař nepomyslí na toto onemocnění a předepíše na léčbu horečky antibiotika, může být výsev vyrážky zaměněn s alergií na antibiotika.
Šestá nemoc je častou příčinou febrilních křečí.
Jako pozdní komplikace se může vzácně objevit aseptická meningitida, encefalitida, hepatitida, hematologické malignity či infekční mononukleóze podobný syndrom.